# Podrzeń żebrowiec

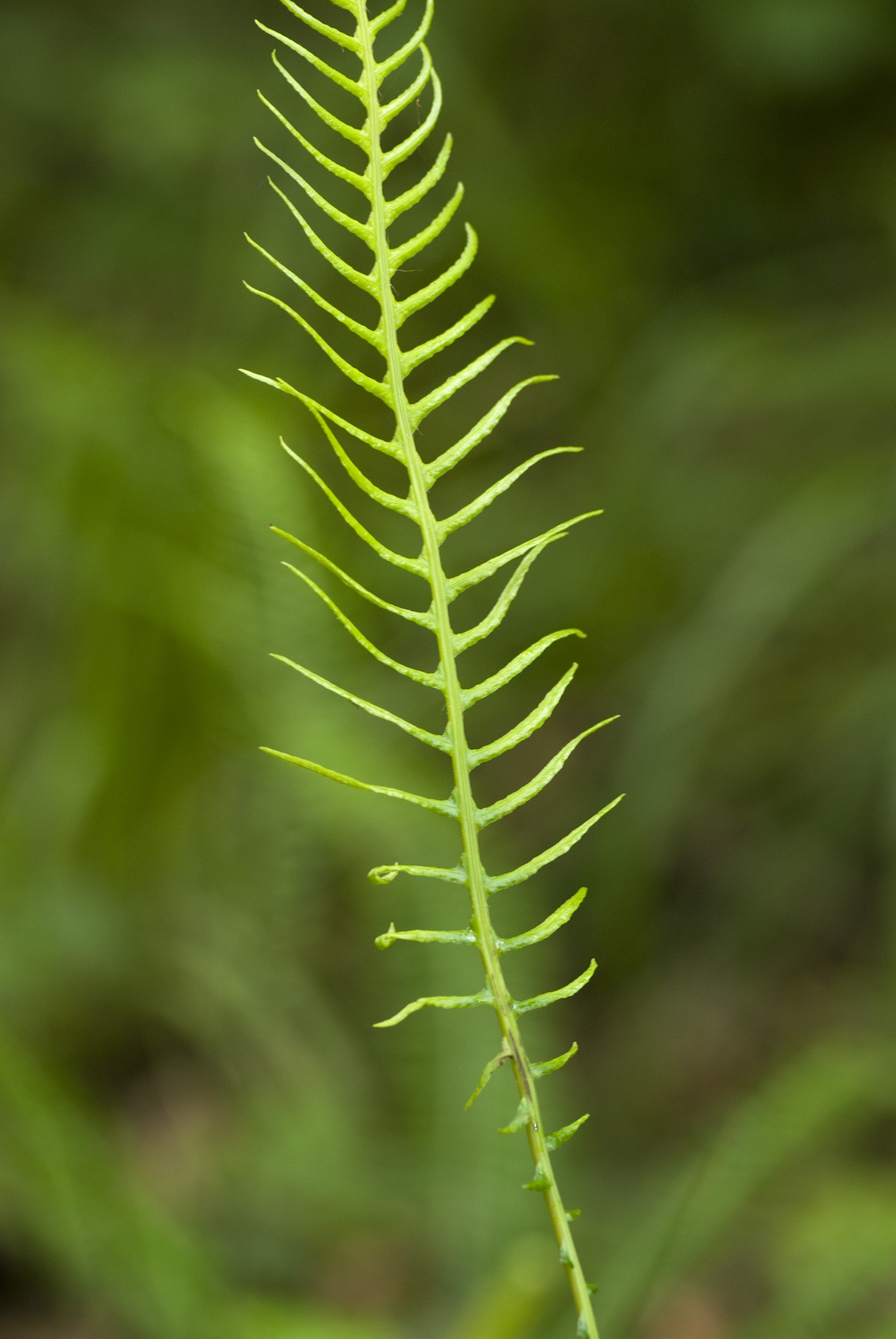
Liść zarodnionośny

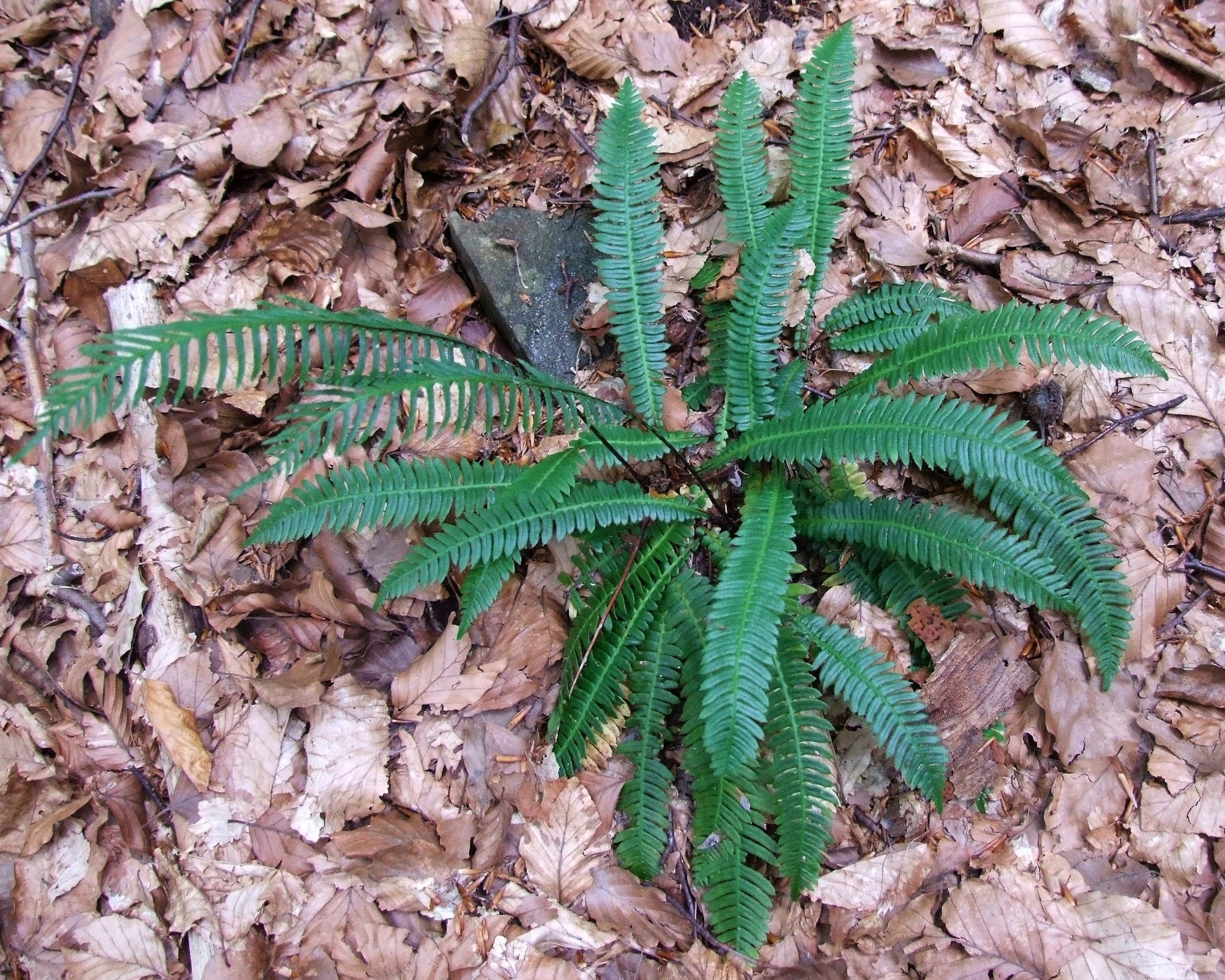
Pokrój

Podrzeń żebrowiec (w zależności od ujęcia systematycznego: Struthiopteris spicant lub Blechnum spicant) – gatunek paproci należący do rodziny podrzeniowatych (Blechnaceae).

## Rozmieszczenie geograficzne
Występuje w Ameryce Północnej, Europie, Afryce Północnej, na Kaukazie, w Libanie i Turcji. W Polsce występuje głównie w Karpatach i w Sudetach, można go też znaleźć na przylegającym do nich pogórzu. Na niżu jest rośliną bardzo rzadką, tylko na Pojezierzu Kaszubskim znajduje się większe skupienie jej stanowisk. W klasyfikacji geograficzno-historycznej jest uważany za gatunek rodzimy.

## Morfologia
PokrójRoślina wieloletnia osiągająca wysokość 20–50 cm. Sporofit składa się z kłącza z korzeniami, liści asymilacyjnych (trofofili) i liści zarodnionośnych (sporofili).
Liście asymilacyjneCiemnozielone i błyszczące liście są zimotrwałe i mają zieloną oś. Są skórzaste i mają równowąskolancetowaty kształt o zaostrzonym końcu i zaostrzonej nasadzie. Blaszka pojedynczo-pierzasta, złożona z grzebieniasto ustawionych krótkich i tępych listków. Listki są równowąskie i zwrócone sierpowato do przodu. Liście asymilacyjne są szeroko rozchylone na boki. Są zimotrwałe.
Liście zarodnionośneSą ok. półtora razy dłuższe od liści asymilacyjnych. Wyrastają ze środka różyczki liści asymilacyjnych, są sztywne i wzniesione prosto do góry. Nie są zimotrwałe. Wyrastają na długich ogonkach i mają brunatną oś główną. Są pierzastodzielne, ale mają bardzo wąskie odcinki o podwiniętych brzegach.
ZarodnieZnajdują się na spodniej stronie liści zarodnionośnych. Kupki zarodni ułożone są w dwóch podłużnych pasach. Zawijka boczna i wąska. Zarodniki dojrzewają od lipca do września.

## Biologia i ekologia
Bylina, hemikryptofit. Rośnie w lasach, najczęściej świerkowych i jodłowych. W Karpatach i Sudetach sięga po piętro kosodrzewiny, głównie jednak rośnie w reglu górnym i dolnym. Preferuje jałowe, wilgotne, kwaśne i próchniczno-kamieniste podłoże. W klasyfikacji zbiorowisk roślinnych gatunek charakterystyczny dla All. Vaccinio-Piceion, Ass. Abieti-Piceetum (montanum). Liczba chromosomów 2n = 68.

## Systematyka
Pozycja systematyczna gatunku jest różna w systemach wyróżniających wąsko ujmowane rodziny i rodzaje paproci (np. w systemie PPG I z 2016 i w World Plants), gdzie zaliczany jest wraz z dwoma innymi gatunkami do rodzaju Struthiopteris z rodziny Blechnaceae, a inaczej w systemach grupujących paprocie w duże rodziny i obszerne rodzaje (np. Plants of the World), gdzie klasyfikowany jest jako jeden z ok. 240 gatunków z rodzaju Blechnum z rodziny Aspleniaceae.

## Zagrożenia i ochrona
Gatunek był objęty w Polsce od 1983 roku ścisłą ochroną gatunkową. Od 2014 roku znajduje się pod ochroną częściową. Zagrożeniem jest wycinka drzew w lasach. Czasami liście są zbierane dla celów dekoracyjnych lub całe rośliny są wykopywane do przydomowych ogródków. Na niżu Polski jest reliktem glacjalnym. W wielu miejscach jego siedliska zabezpieczone są w różnych formach ochrony przyrody. Dla jego ochrony powstał m.in. rezerwat przyrody Wąwóz Huzarów na terenie Trójmiejskiego Parku Krajobrazowego, w pobliżu gdańskiego osiedla Niedźwiednik.